# Viento negro
Viento negro és una pel·lícula mexicana dramàtica dirigida per Servando González el 1965. Fou projectada al Festival Internacional de Cinema de San Francisco i al Festival Internacional de Cinema de Melbourne. La pel·lícula fou seleccionada per representar Mèxic a l'Oscar a la millor pel·lícula de parla no anglesa, però finalment no fou acceptada.

## Sinopsi
La cinta tracta sobre un equip de construcció de vies de tren que labora en l'àrea del desert d'Altar, Sonora l'inclement clima de la qual influeix entre els membres de l'equip. Un dels enginyers, diplomat de la UNAM (interpretat per Enrique Lizalde), és el fill del capatàs de l'obra. Aquesta pel·lícula està basada en un argument original de Mario Martini que va guanyar el Premi Nacional d'Arguments Cinematogràfics en 1960 i està basat en fets reals.
El drama personal i matrimonial de Manuel Iglesias (interpretat per David Reynoso), cap principal de quadrilla dels obrers que tendien les xarxes de ferrocarril per a unir al ferrocarril del sud amb el del nord a Mèxic pel desert de Sonora, està teixit al voltant d'un fet històric: El tràgic decés d'un enginyer i tres assistents més que abans de morir de set en el desert, van deixar anotats les dades requerides per a unir les dues línies ferroviàries.
Manuel Iglesias aparenta ser un home dur i sense cor, la qual cosa és reforçat pel seu comportament en el treball ja que anteposa la missió de l'empresa primer de tot, la qual cosa li implica el rancor dels seus subordinats. En el fons és un home noble i afectuós. Sofreix molt per l'ambició sense mesura de la seva esposa, que ho humilia per no haver pogut aconseguir el títol universitari d'enginyer, i que busca allunyar-lo del fill de tots dos, Jorge. El noi ha aconseguit obtenir el seu títol d'enginyer civil i ha aconseguit treball al costat del seu pare.
Manuel Iglesias té un antic amic que l'estima molt. Mentrestant un nen, pertanyent als mayos, que serveix cafè al campament s'està encapritxant amb Manuel Iglesias, i aparentment ell no el nota. En aquests dies, rep la petició de divorci de la seva esposa. En saber-se que els integrants de la missió de traç lluny del campament, entre els quals es troba el seu fill, s'havien perdut en el desert, Iglesias no fa res per anar al rescat del seu propi fill fins que rep ordres precises de l'enginyer principal. Davant això, forma quadrilla i per dies i nits busca al seu fill i companys fins que els troba morts.
En acabar el treball, i el dia de la celebració de la unió de les vies, en la cerimònia, Iglesias s'allunya quan s'està recordant als treballadors morts. Sense que ell s'adoni, el nen el segueix de prop. Llavors Iglesias recorda amb dolor una frase que li va dir al seu amic qui va resultar mort també en la missió de traçat: "Tinc tres raons per a viure: El meu fill, partir aquest desert i la teva amistat". I tira amb violència a la sorra l'escut de la companyia que portava el seu fill. Al no existir ja cap d'elles, decideix anar a perdre's en el desert, però en haver caminat un tros s'adona que algú el segueix, és el nen. Iglesias tracta de fer-lo tornar, primer amb dolçor i, en insistir el nen, el fa fora amb violència, però el nen s'aferra a la seva cama. Llavors, Iglesias, en veure la desesperació i el dolor del nen, s'entendreix, l'aixeca i veu que el nen porta en la seva camisa l'escut de la companyia del seu fill. Mentre comença a escoltar-se el fons musical de "La Rielera" després l'abraça amb tendresa i de la mà tornen els dos corrent, ja alegres, aseguir el tren que comença a allunyar-se. La presa final és aèria i es veu als dos trens en moviment: un al nord i l'altre al sud.

## Repartiment
- David Reynoso — Manuel Iglesias
- José Elías Moreno — Lorenzo Montes
- Eleazar García Chelelo — Picuy
- Enrique Lizalde — Jorge Iglesias
- Luis Aragó — Armando Iglesias
- Fernando Luján — Enginyer Juliol
- Jorge Martínez de Clots — Ulalio
- Enrique Aguilar — Enginyer Antonio López
- Miguel Suárez — Funcionari
- José Carlos Ruiz — Pablo Penados
- Rodolfo Landa — Enginyer Fernández
- Roberto Cobo — Enginyer Carlos Jiménez
- José Torvay — Nabor Camargo
- Marianela Peña — La Venada
- Guillermo Álvarez Bianchi — el grec
- Gerardo Zepeda — Javier Santana, 'El Petit'
- Aarón Hernán —
- J.Guillermo Sánchez G. —

## Comentaris
Aquest film ocupa el lloc 88 dins de la llista de les 100 millors pel·lícules del cinema mexicà, segons l'opinió de 25 crítics i especialistes del cinema a Mèxic, publicada per la revista Somos el juliol de 1994.